# Nipponasellus aioii
Nipponasellus aioii là một loài chân đều trong họ Asellidae. Loài này được Chappuis miêu tả khoa học năm 1955.